# La versión Browning
La versión Browning es una película dramática británica de 1951 basada en la obra homónima de 1948 escrita por Terence Rattigan. Fue dirigida por Anthony Asquith y protagonizada por Michael Redgrave. En 1994, un remake fue protagonizada por Albert Finney.

## Argumento
Andrew Crocker-Harris es un veterano y severo profesor de latín y griego en una escuela pública inglesa y se ve obligado a retirarse debido a su creciente enfermedad. La película sigue los últimos días del maestro de escuela antes de su jubilación, y describe cómo llega a cierto tipo de resignación con su sensación de fracaso como maestro, de debilidad física (exacerbada por la infidelidad y maltrato de su esposa) para comprender al cabo que es despreciado por los alumnos y el personal de la escuela, a excepción de un nuevo joven profesor y un alumno aplicado.
El punto de inflexión emocional para el frío Crocker-Harris es el inesperado regalo de despedida de su alumno Taplow, la traducción por Robert Browning del Agamenón, obra mayor de la Orestiada de Esquilo, que le ha dedicado con un epigrama griego que se traduce como: "Desde lo alto, Dios mira con agrado a un buen maestro".
La película ofrece en el actor principal Redgrave una actuación eminente, que fue unánimemente aplaudida y galardonada. El Daily Mirror describió el trabajo de Redgrave como Crocker-Harris como «una de las mejores actuaciones nunca vistas en el cine».

### Diferencias entre la obra y la película
Rattigan extiende el guion lejos de su propia obra de un acto, que termina con la reacción llorosa de Crocker-Harris al regalo de Taplow. Por lo tanto, la obra termina mucho antes del discurso de despedida de Crocker-Harris a la escuela; la película muestra el discurso, en el que descarta sus notas y admite sus fallas, para ser recibido con aplausos entusiastas y vítores por parte de los niños. La película termina con una conversación entre Crocker-Harris y Taplow, y la sugerencia de que Crocker-Harris completará su traducción del Agamenón.

## Reparto
- Michael Redgrave como Andrew Crocker-Harris
- Jean Kent como su mujer Millie
- Nigel Patrick como su amante Frank Hunter, el compañero de escuela de Andrew, quien finalmente rechaza a Millie por su crueldad hacia su esposo.
- Ronald Howard como Gilbert, el sucesor de Crocker-Harris
- Wilfrid Hyde-White como the Headmaster
- Brian Smith como Taplow
- Bill Travers como Fletcher
- Judith Furse como Señora Williamson
- Peter Jones como Carstairs
- Sarah Lawson como Betty Carstairs
- Scott Harold como Rev. Williamson
- Paul Medland como Wilson
- Ivan Samson como Lord Baxter
- Josephine Middleton como la señora Frobisher

## Producción
Rattigan y Asquith encontraron una gran falta de entusiasmo por parte de los productores para convertir la pieza teatral del primero en una película, hasta que se encontraron con Earl St John en la productora Rank.
"Comencé como gerente de un pequeño cine fuera de la ciudad, así que contemplé películas desde un ángulo exterior a Londres", dijo Saint John. "Esta experiencia me hizo darme cuenta de que la gente común de los lugares más remotos del país tenía derecho a ver las obras de los mejores dramaturgos británicos modernos."
Eric Portman desempeñaba el papel en el escenario, pero rechazó el papel en la versión fílmica. Margaret Lockwood estaba destinada en un principio a interpretar el papel de Millie, pero rechazó el papel, por lo que Jean Kent ocupó su lugar. (Kent often stepped into roles originally envisioned for Lockwood.)
La película se rodó en Estudios Pinewood en 1950 y se estrenó en abril de 1951. Los exteriores de la escuela se filmaron en la Sherborne School de Sherborne (Dorset).

## Recepción
El film fue bien recibido por el público británico.

## Premios
Ganadora
- Festival de Cannes[7]
  - Mejor actor (Michael Redgrave)
  - Mejor guion
- Festival Internacional de Cine de Berlín[8]
  - Oso de bronce (Drama)
  - Pequeño Oso de bronce

Nominada
- Festival de Cannes – Gran Premio[7]